# Cuevas de Hércules (Tánger)

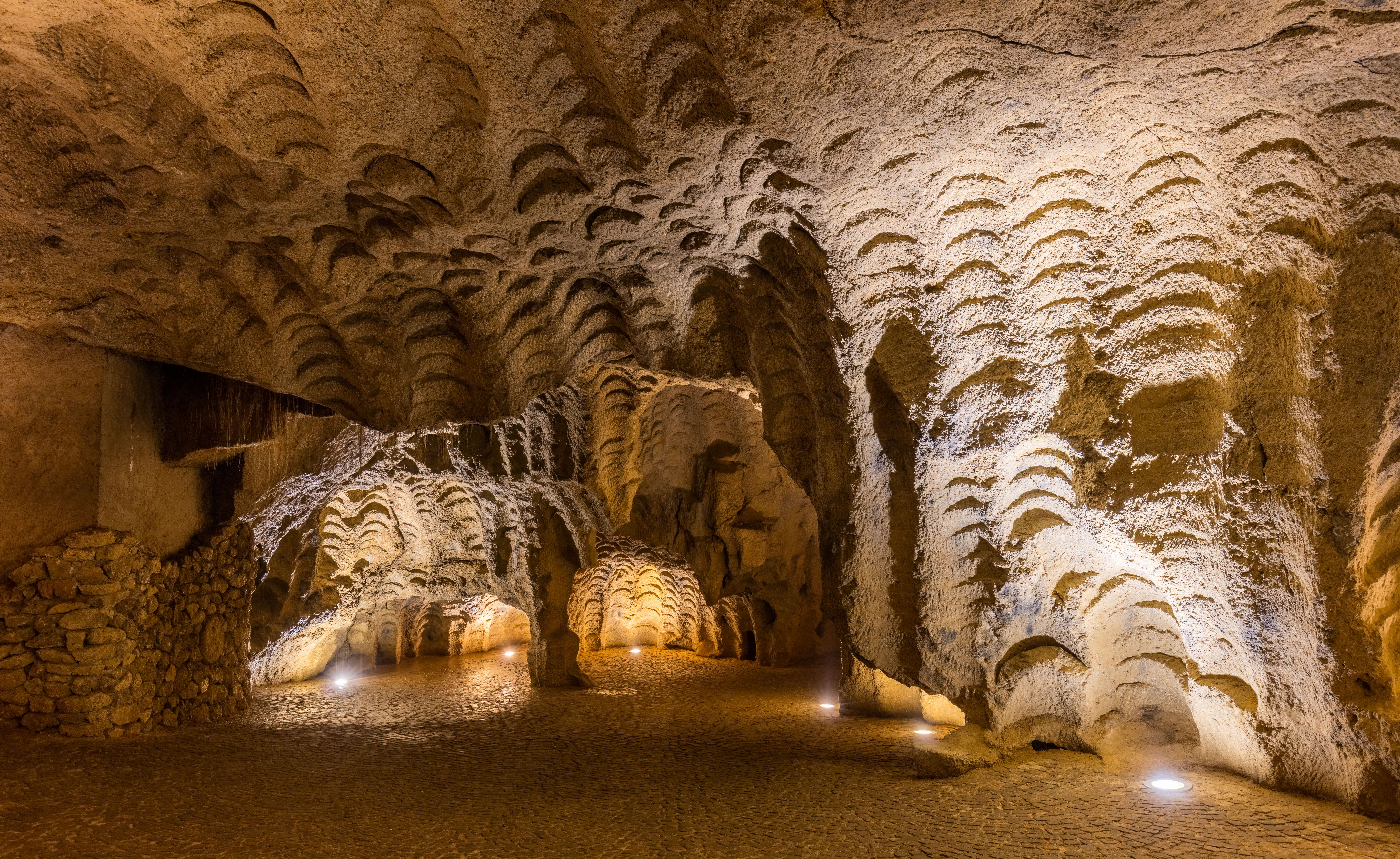
Vista de la cueva de Hércules.

Las Cuevas de Hércules están situadas a unos 5 km del cabo Espartel y a 14 km al oeste de la ciudad de Tánger (Marruecos). Constituye una de las atracciones turísticas más populares de los alrededores de esta ciudad. 
La cueva tiene dos aperturas, uno hacia la tierra y otra hacia el mar, conocida como "El Mapa de África". Se cree que los fenicios crearon esta apertura que vista, desde el mar, tiene la forma del continente africano. La cueva es producto de la erosión del viento y del mar, aunque también ha sido utilizado por la extracción de piedras de las paredes, para molinos, expandiendo la gruta considerablemente.
Su nombre procede, porque según la leyenda, el héroe griego, Heracles pernoctó en esta cueva antes de llevar a cabo su undécimo trabajo en el que debía robar las manzanas del jardín de las Hespérides, que algunos escritores de la antigua Grecia, localizaban cerca de la ciudad de Lixus.